# Mercedes-Benz G-Class EV

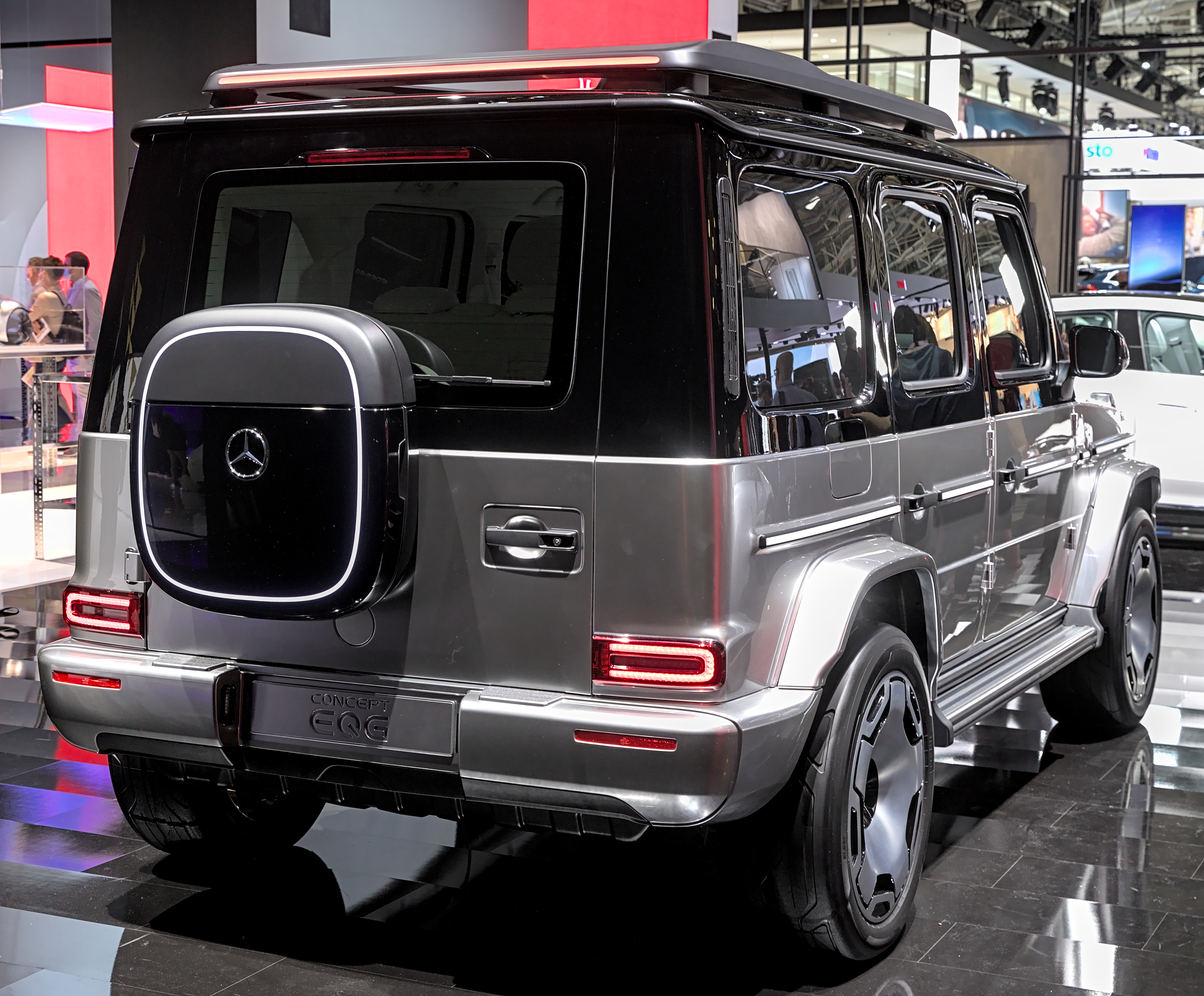
Вид сзади

Mercedes-Benz G-Class EV (ранее известный как Mercedes-Benz EQG) — среднеразмерный люксовый электромобиль-внедорожник на базе Mercedes-Benz G-Class производства Mercedes-EQ.

## Описание
Впервые Mercedes-Benz EQG был представлен 5 сентября 2021 года на выставке IAA Mobility в Мюнхене. Внешне Concept EQG несёт в себе стиль G-Class второго поколения, с обновлёнными элементами, отличающими электрический вариант, такими как квадратный чехол для шин, обширное дополнительное светодиодное освещение, включая светодиодную радиаторную решётку Black Panel, обновлённые переднюю и заднюю части, 22-дюймовые колёса и специальный багажник на крыше. В то время как Mercedes-Benz ещё не раскрыл технические характеристики, Concept EQG имеет четыре электродвигателя, которые расположены ближе к колёсам и могут работать независимо; ёмкость аккумуляторов составляет 108 кВт·ч. Двухступенчатая коробка передач позволяет понижать передачу для езды по бездорожью. Названия моделей — EQG 560 4MATIC и EQG 580 4MATIC, включая спортивный вариант AMG. Серийное производство автомобиля было намечено на 2024 год. Тем не менее, от него отказались в пользу названия «G580 With EQ Technology», которое в значительной степени основано на Concept EQG.